# São Jorge do Ivaí
São Jorge do Ivaí är en kommun i Brasilien.   Den ligger i delstaten Paraná, i den södra delen av landet, 1 000 km sydväst om huvudstaden Brasília. Antalet invånare är 5 508.
Trakten runt São Jorge do Ivaí består till största delen av jordbruksmark. Runt São Jorge do Ivaí är det glesbefolkat, med 17 invånare per kvadratkilometer.